# 回龙乡 (南平市)
回龙乡，是中华人民共和国福建省南平市建阳区下辖的一个乡镇级行政单位。

## 行政区划
回龙乡下辖以下地区：
回龙村、浒洲村、马岚村、坪洲村、澄埠村、均中村、白沙村、垅下村、高门村、白洋村、半天肖村和西欧浦村。